# Леон Телльє
Леон Телльє (фр. Léon Tellier, 19 століття — 20 століття) — французький яхтсмен.
Бронзовий призер Олімпійських Ігор 1900 року в першому запливі в класі 0,5—1,0 тонна.